# Roger Faulques
Roger Louis Faulques, também conhecido como René Faulques (Zweibrücken, 14 de dezembro de 1924 - Nice, 6 de novembro de 2011), foi um oficial militar e mercenário francês. Foi apelidado de "O Homem das Mil Vidas" (em francês:  L'homme aux mille vies).
Graduado pela Escola Militar Especial de Saint-Cyr, serviu como oficial paraquedista na Legião Estrangeira Francesa e, mais tarde, como mercenário em conflitos na África e no Oriente Médio. Ele lutou na Segunda Guerra Mundial, na Primeira Guerra da Indochina, na Crise de Suez, na Guerra da Argélia, na Crise do Congo, na Guerra Civil do Iêmen do Norte e na Guerra Civil da Nigéria. Um grande-oficial da Legião de Honra, ele foi um dos soldados mais condecorados da França. Teve a honra de carregar a mão de madeira do Capitão Danjou no Dia de Camérone em 30 de abril de 2010.

## Início de carreira
Faulques foi um combatente da resistência como maquis nas Forças Francesas do Interior (FFI) em 1944 e participou das últimas batalhas da Segunda Guerra Mundial no Primeiro Exército Francês. Como cabo, ele recebeu a Croix de Guerre aos 20 anos. Conhecido por seu espírito de luta e senso de comando, ele foi admitido na Escola Militar de Saint-Cyr, que havia mudado seus termos de recrutamento para superar a falta de oficiais no exército francês no final da Segunda Guerra Mundial. Em 1946 foi promovido a 2º Tenente e foi designado, a seu próprio pedido, para a Legião Estrangeira, dentro do 3.º Regimento de Infantaria Estrangeira (3e REI).

## Primeira Guerra da Indochina
Faulques serviu na Primeira Guerra da Indochina como tenente do 1º Batalhão Estrangeiro de Paraquedistas (1º BEP) e participou dos combates desta unidade até sua destruição em outubro de 1950. Em 26 de fevereiro de 1948, no comando de um grupo de legionários, Faulques foi emboscado na Rota Colonial 3 (RC 3). Tendo perdido metade de seus legionários, Faulques liderou seus homens em combates corpo a corpo até ser ferido nos dois pés por uma bala de metralhadora. Seus legionários evacuaram Faulques in extremis da linha de fogo. Repatriado para o continente para tratamento, aos 23 anos Faulques foi nomeado Cavaleiro da Legião de Honra e recebeu cinco citações.
Após se recuperar dos ferimentos, Faulques entrou em ação na Batalha da RC 4, quando foi colocado no comando do pelotão de treinamento do 1º BEP, que perdeu quase 80% de sua força durante a evacuação de Cao Bang em setembro e outubro de 1950. Gravemente ferido quatro vezes durante esta batalha (ombro direito despedaçado por balas, peito aberto por uma saraivada, cotovelo esquerdo e fêmur direito despedaçados por balas), ele ficou no chão por três dias, dado como morto. Tendo sobrevivido, Faulques foi capturado pelo Vietminh que, julgando-o mortalmente ferido, libertou Faulques às autoridades francesas juntamente com outros prisioneiros gravemente feridos. Um coronel do exército do Viet Minh então o parabenizou por sua coragem. Mencionado em despachos, Faulques foi nomeado Oficial da Legião de Honra por serviços excepcionais e foi novamente repatriado para a França. Seus ferimentos o obrigaram a passar dois anos no hospital militar de Val-de-Grâce.

## Guerra da Argélia

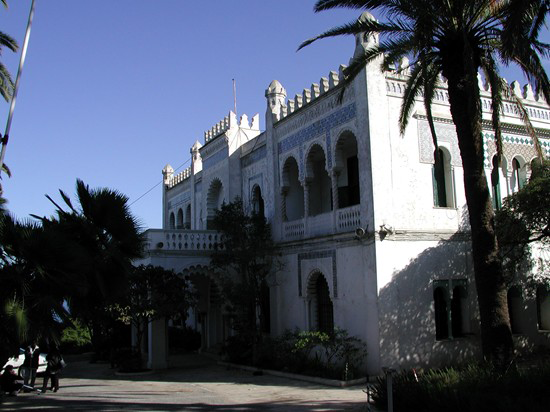
Vila Susini

Terminando a guerra na Indochina com seis ferimentos e oito citações, Faulques serviu na Argélia Francesa como oficial de inteligência do 1º REP durante a Batalha de Argel. Foi acusado de tortura na Argélia e mostrou-se eficaz no desmantelamento de várias redes da FLN.

## Crise do Congo
Roger Faulques e o capitão Yves de La Bourdonnaye receberam licença do ministro do exército, Pierre Messmer, e foram deixados para fornecer apoio à Gendarmaria Catanguesa apoiada pela Bélgica contra a República do Congo-Leopoldville, juntando-se a centenas de outros mercenários e voluntários irregulares britânicos, rodesianos, franceses e sul-africanos na substituição dos 117 oficiais belgas e outros voluntários brancos de ascendência belga. Especialmente notáveis entre os mercenários franceses estavam os soldados profissionais de carreira que lutaram na Guerra da Argélia, o que obviamente incluía Roger Faulques.
Após a sua deposição e rapto, o primeiro-ministro congolês-Leopoldville, Patrice Lumumba, foi assassinado pelos catangueses com o apoio directo da Bélgica e o apoio indirecto da CIA. O oficial militar catanguês Moise Tshombe então se declarou presidente. A crise subsequente levaria à Operação Morthor das Nações Unidas e ao cerco de tropas irlandesas da ONU em Jadotville.
O cerco de Jadotville durou cinco dias. No final da batalha, 155 soldados irlandeses sob o comando do comandante Pat Quinlan se renderam a Roger Faulques e sua força catanguesa de 3.000 a 5.000 homens em 17 de setembro, após ficarem sem munição. Durante a acção, as forças da ONU infligiram pesadas baixas aos catangueses e aos seus aliados mercenários (300 mortos e 1.000 feridos), tendo sofrido apenas baixas mínimas (cinco feridos).
No total, o fracasso da Operação Morthor foi usado como argumento tanto contra a mobilização de forças de manutenção da paz da ONU, como a favor do reforço dessas forças. Em 18 de setembro, o avião do Secretário-Geral da ONU, Dag Hammarskjöld, caiu sobre a Zâmbia durante a negociação de um cessar-fogo entre a ONUC e os catangueses, gerando muita especulação sobre a natureza suspeita de sua morte, incluindo a possibilidade de seu avião ter sido abatido por um caça pilotado por um mercenário belga que trabalhava para o autoproclamado Presidente Tshombe. Hammarskjöld foi sucedido por U Thant.
Em dezembro de 1961, as tropas da ONU lançaram a Operação Unokat para retomar o controle da situação, contra a qual a estratégia de defesa foi desenhada por Faulques. A Operação Unokat aplicou uma pressão significativa sobre o Estado rebelde e, eventualmente, Tshombe cedeu e assinou a Declaração de Kitona. Quando em 1962 a violência começou a recrudescer, os gendarmes catangueses atacaram as forças de manutenção da paz em Catanga a 24 de dezembro, em resposta ao que o Secretário-Geral da ONU, Thant, autorizou a ofensiva de retaliação, Operação Grandslam. O apoio aéreo sueco e o fogo pesado de morteiros engajaram os mercenários, após o que as forças de paz suecas entraram na capital catanguesa, Elizabethville, seguidas pela brigada indiana do general Raja, derrotando as forças catanguesas e tomando a capital em 28 de dezembro. Após um ano de insurgência guerrilheira, Tshombe, percebendo que sua posição era insustentável, pediu a paz em 15 de janeiro de 1963. Dois dias depois, ele assinou um instrumento de rendição e declarou o fim da secessão de Catanga.

## Outros trabalhos mercenários
Roger Faulques continuou sua carreira de mercenário, ao lado de seu amigo Bob Denard, sendo primeiro destacado no Iêmen do Norte de agosto de 1963 até o final de 1964, em apoio ao MI6 (inteligência britânica), depois em Biafra em nome do governo francês. Segundo David Smiley no livro Arabian Assignment, os mercenários franceses e belgas alternavam no início da década de 1960 entre os teatros iemenita e congolês, uma vez que no Congo tinham mulheres e álcool à vontade, mas raramente eram pagos, enquanto no Iémen eram pagos, mas eram privados de mulheres e álcool.

## Na cultura popular
Roger Faulques serviu de modelo para certos personagens nos romances de Jean Lartéguy, Les Centurions (Os Centuriões), Les Prétoriens (Os Pretorianos) e Les Chimères Noires (As Quimeras Negras) e no livro de Declan Power de 2005, “O Cerco de Jadotville”. Faulques é interpretado pelo ator francês Guillaume Canet no filme de 2016 O Cerco de Jadotville. Em 2010, Faulques foi homenageado na cerimônia de Camerone carregando a mão de madeira do Capitão Jean Danjou, uma das maiores honras da Legião Estrangeira Francesa. Foi uma de suas últimas aparições públicas.

## Condecorações
|  |  | Silver oak leaf cluster · Predefinição:Ribbon devices/alt |  |
|  |  |                                                           |  |
|  |  |                                                           |  |
|  |  |                                                           |  |

### Francesas
- Grande Oficial da Legião de Honra (Decreto de 16 de abril de 2004. Comandante, 19 de julho de 1960)
- Cruz de Guerra 1939-1945 com 1 citação (estrela de bronze)
- Cruz de Guerra dos Teatros de Operações Exteriores com 8 citações (5 palmas de bronze, duas estrelas de prata, estrela de bronze) (Indochina)
- Cruz do Valor Militar com 3 citações (2 estrelas vermeil e uma estrela de prata) (Argélia)
- Cruz do Combatente
- Medalha dos Feridos de Guerra com 6 estrelas vermelhas
- Medalha Colonial com fecho de campanha "EXTREME-ORIENT" (Indochina)
- Medalha Comemorativa 1939-1945
- Medalha Comemorativa da Campanha da Indochina
- Medalha Comemorativa das Operações no Oriente Médio
- Medalha Comemorativa das Operações de Segurança no Norte da África (Argélia)

### Estrangeiras
- Oficial da Ordem dos Milhões de Elefantes e do Guarda-Sol Branco do Laos
- Oficial da Ordem do Mérito Civil de Taï
- Condecoração de Mérito Militar Tailandês
- Cruz de Valor da Indochina com 1 citação (estrela de bronze)